# Französischer Militärfriedhof La Marsa-Gammarth

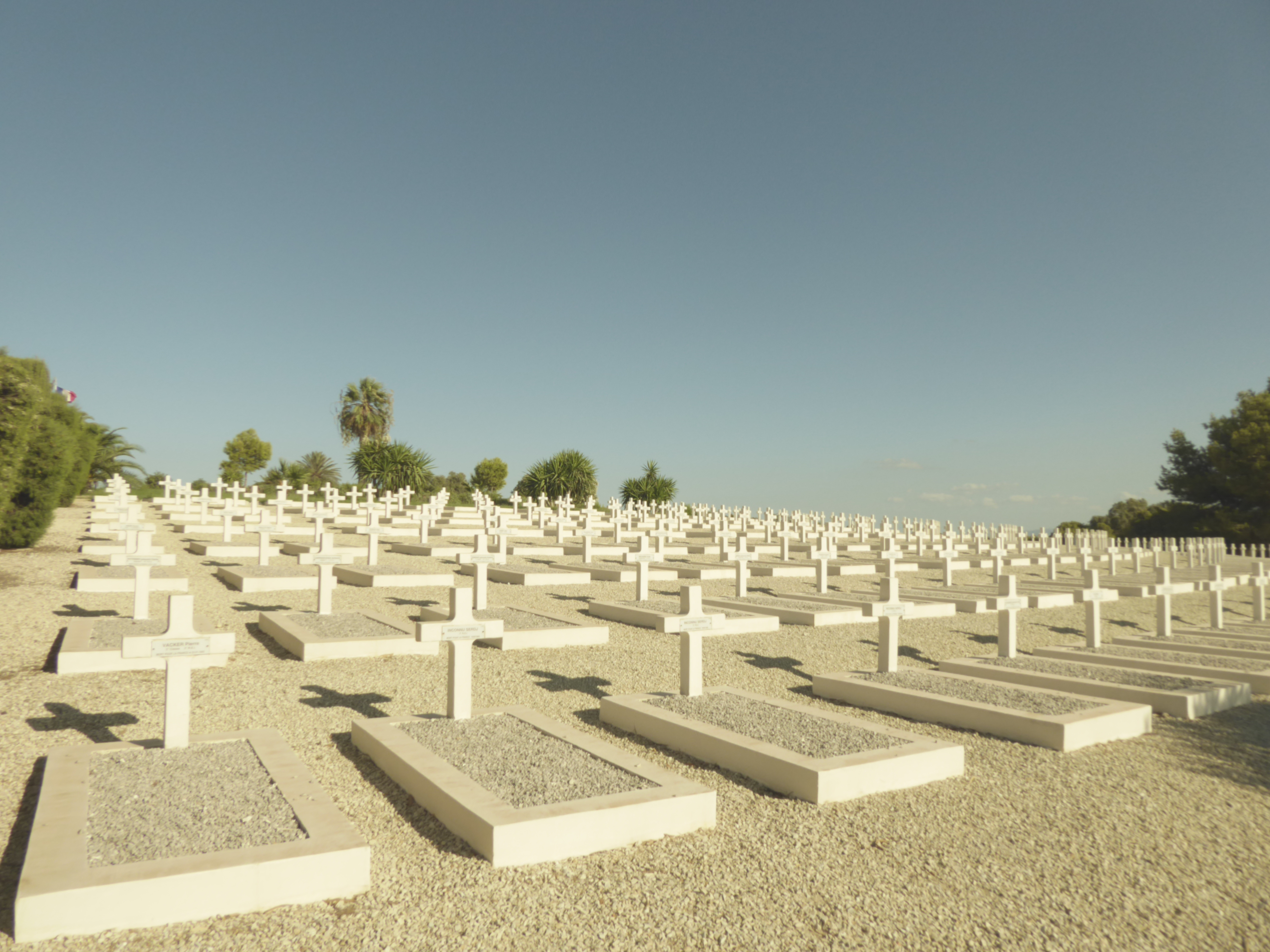
Cimetière militaire de Gammarth

Der Französische Militärfriedhof La Marsa-Gammarth ist ein französischer Soldatenfriedhof am Rand der Stadt La Marsa in Tunesien. Er befindet sich auf dem Gebiet der Nachbargemeinde Gammarth.
Der Friedhof untersteht der staatlichen französischen Direction de la mémoire, de la culture et des archives (DMCA) und wird von der französischen Botschaft in Tunis betreut. Er wurde am 5. Januar 1944 für Nichtmuslime eröffnet. 4190 Gefallene sind beerdigt. Die Toten stammen überwiegend aus der Schlacht um Tunesien im Zweiten Weltkrieg. Sie sind mehrheitlich Pied-noirs unterschiedlicher Herkunft, meist mit Geburtsort im damaligen Französisch-Nordafrika. Juden haben Gräber ohne Kreuz. Auf dem 8,5 Hektar großen Gelände gibt es auch Gräber von Angehörigen der kolonialen Hilfstruppen der Tirailleurs sénégalais und aus Tonkin und Annam.
Ebenfalls beigesetzt sind Männer, die im Ersten Weltkrieg getötet wurden. Zwischen 1965 und 1971 wurden im unabhängigen Tunesien verschiedene kleinere Militärfriedhöfe aufgelöst und 2268 sterbliche Überreste nach La Marsa transferiert. Da nicht alle Toten identifiziert werden konnten, befinden sich 1220 in einem Beinhaus. Das unabhängige Tunesien hat mehrere Statuen und Denkmäler mit teilweise den Kolonialismus verherrlichenden Bildthemen auf dem Gelände des Friedhofs aufstellen lassen. Auch verschiedene Gedenktafeln für die Gefallenen wurden von öffentlichen Gebäuden abmontiert und am Kolumbarium aufgestellt.
Es ist zu beachten, dass sich auf dem Gelände Rudel freilaufender Hunde aufhalten können. In ganz Tunesien besteht dadurch ein erhöhtes Gesundheitsrisiko.

## Bildauswahl

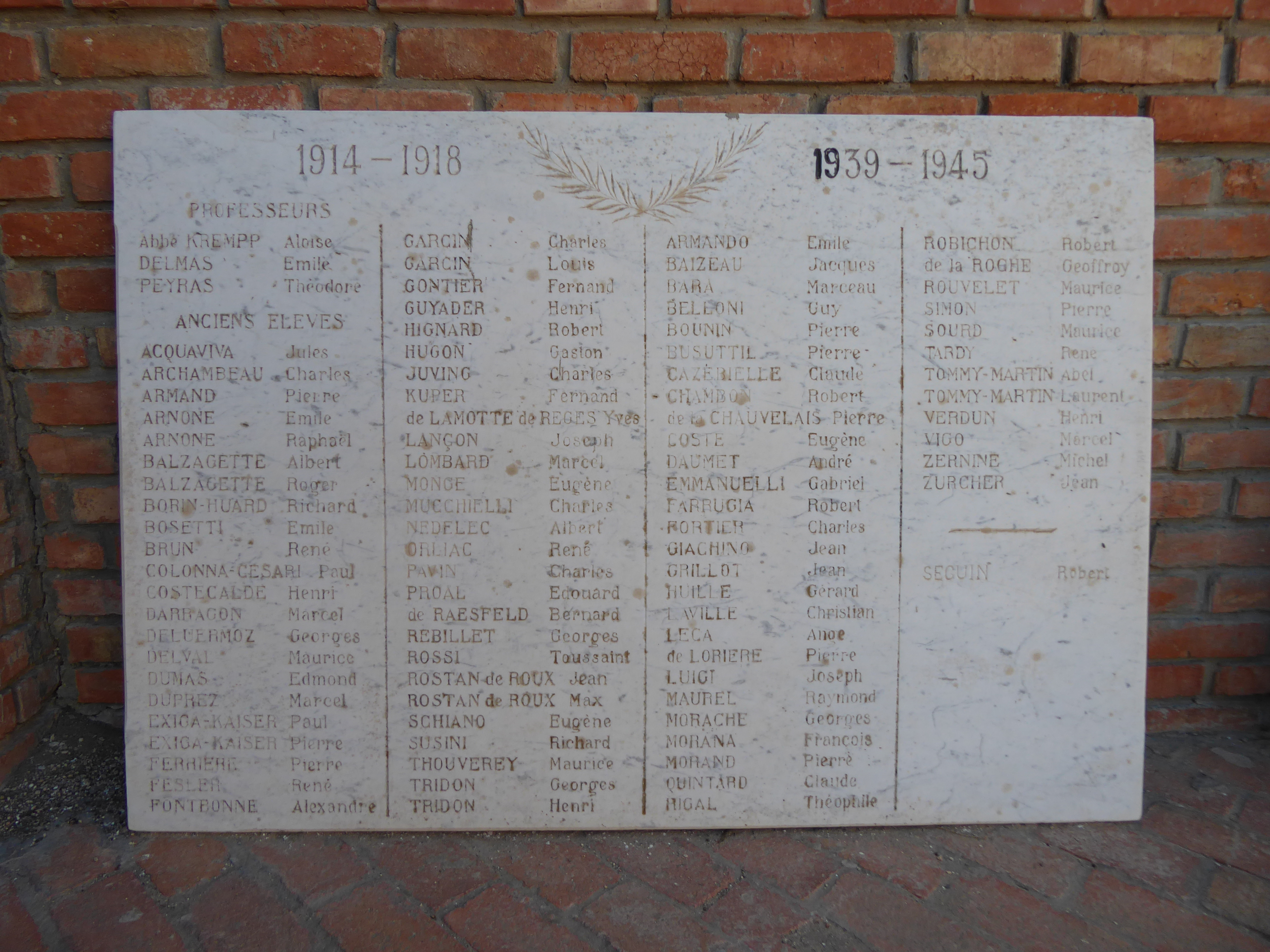
Namen von Gefallenen
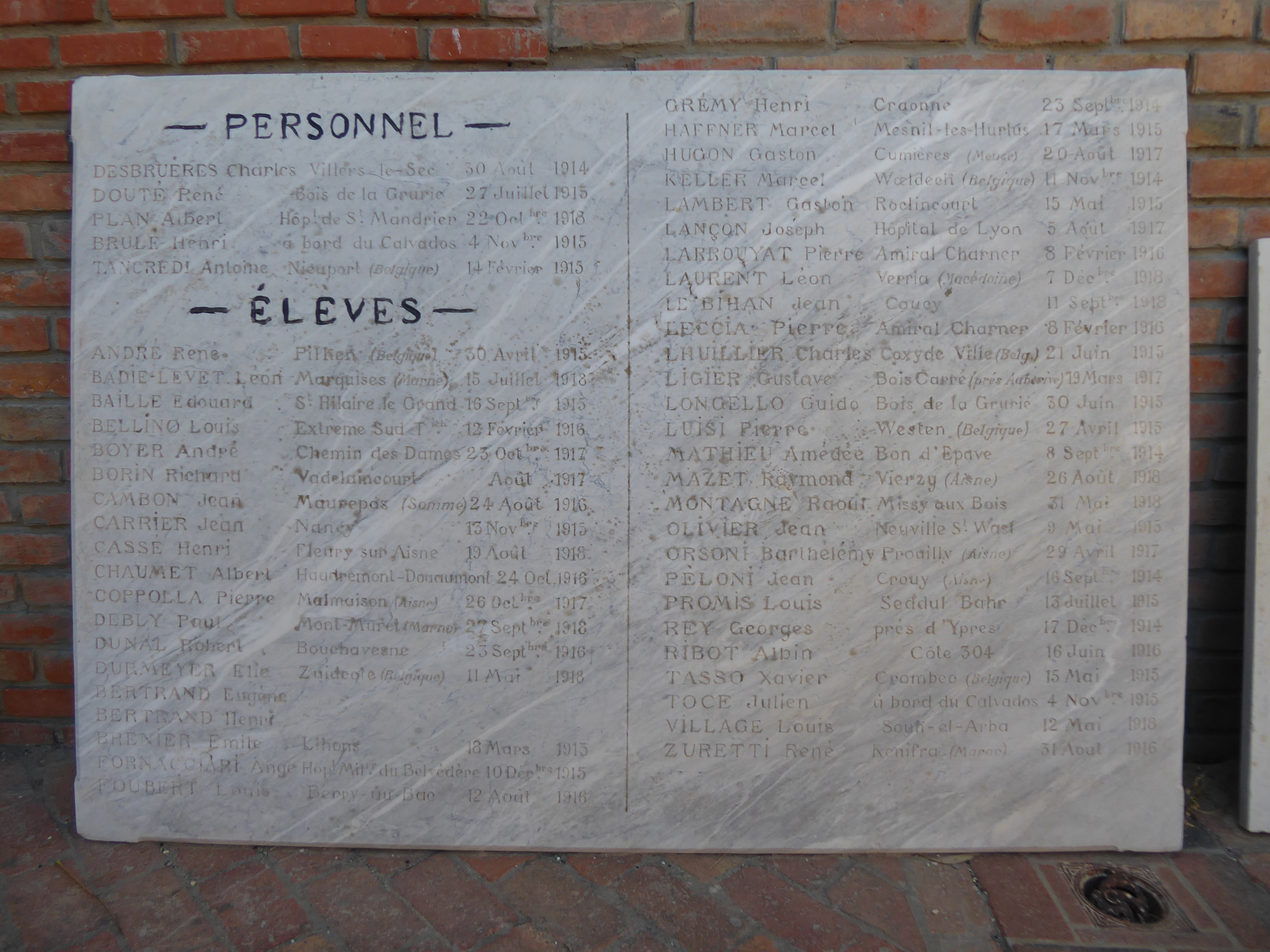
Namen von Gefallenen
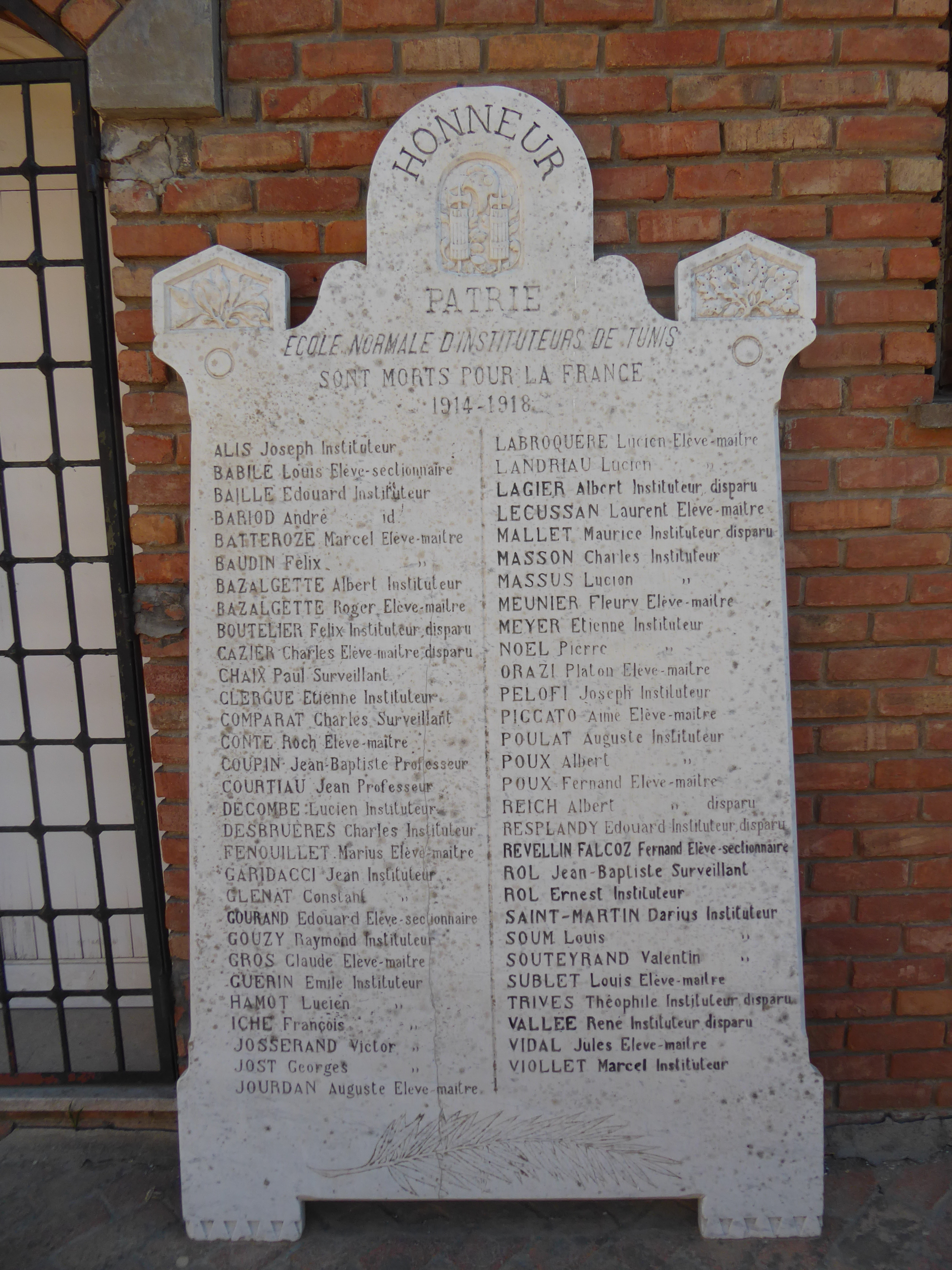
Namen von Gefallenen